# Vinícius Conceição da Silva
Vinícius Conceição da Silva (* 7. März 1977 in Porto Alegre) ist ein ehemaliger brasilianischer Fußballspieler auf der Position eines Abwehrspielers.

## Karriere
Der Abwehrspieler begann seine Karriere 1994 beim SC Internacional in seiner Heimatstadt in der Jugendklasse. Im Anschluss wechselte er zu Sporting Lissabon. Seine ersten Liga-Spiele absolvierte er 2002 beim SC Internacional. Nach vier Jahren wechselte er zum Atlético Mineiro. Zuletzt war er 2011 bis 2012 beim SER Caxias do Sul unter Vertrag.

## Erfolge
Internacional
- Staatsmeisterschaft von Rio Grande do Sul: 1997, 2003, 2004, 2005

Ulsan Hyundai
- Südkoreanischer Fußball-Supercup: 2006

Atlético Mineiro
- Staatsmeisterschaft von Minas Gerais: 2006